# Texas Lightning

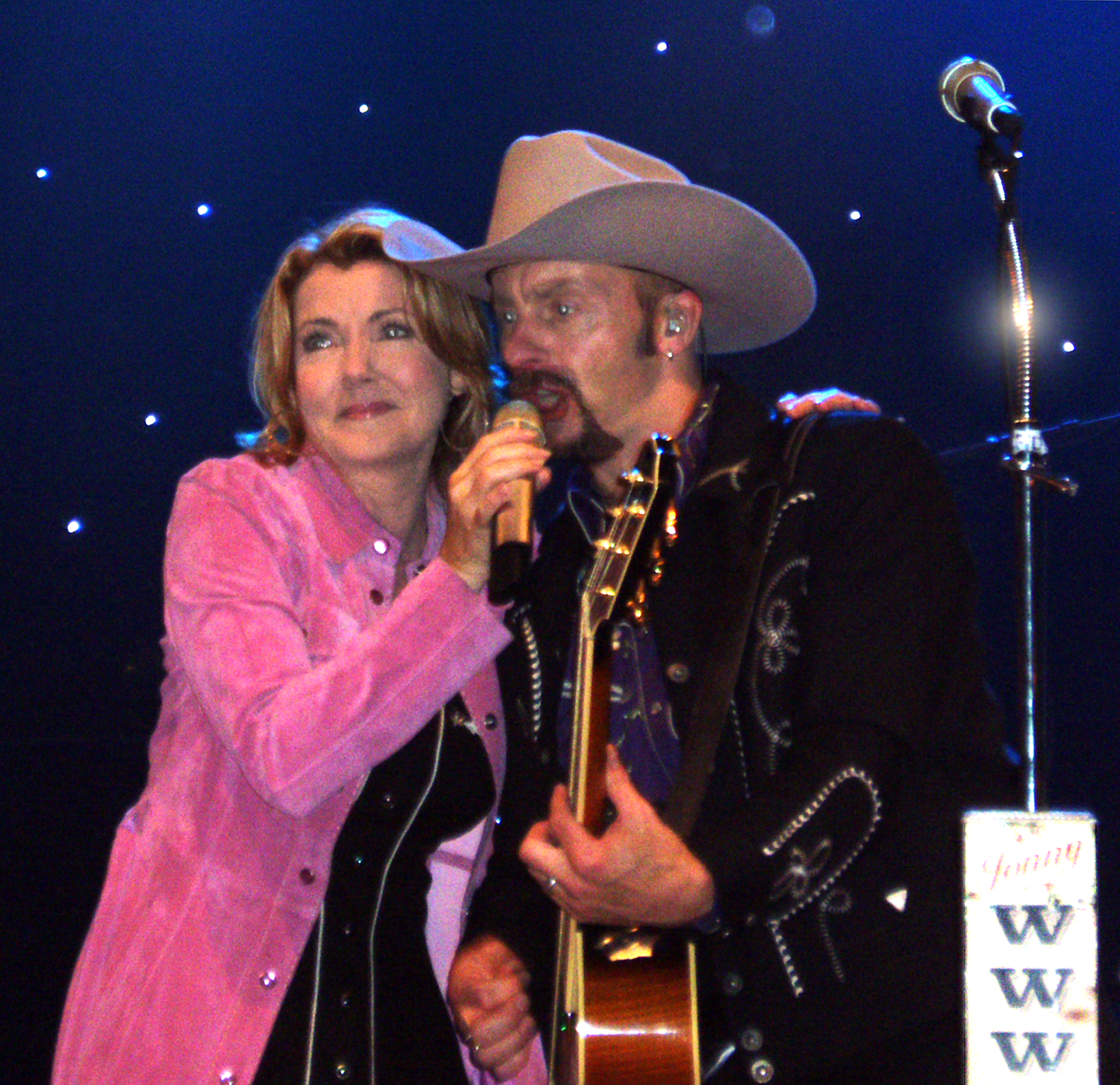
Texas Lightning

Texas Lightning is een populaire Duitse popgroep die popmuziek verbindt aan country-muziek. De "vader" van de groep is Olli Dittrich.

## De popgroep
Texas Lightning is een Duits kwintet dat zich het beste valt te plaatsen in het country-genre. De groep beschrijft zichzelf als ouderwets en hip. Hun muziek is een mix van country en pop met een knipoog naar "country-classic-stars" zoals Patsy Cline, Loretta Lynn, Johnny Cash en Tammy Wynette en popsterren zoals ABBA, Nancy Sinatra, Linda Ronstadt, Madonna en The Beatles gedaan met een flinke dosis country-humor. Een vleugje Britney Spears is zelfs waar te nemen.

## Bandleden
De band uit de volgende leden:
- Olli Dittrich (drums en zang)
- Jon Flemming Olsen (zang en gitaar)
- Marcus Schmidt (basgitaar en banjo)
- Uwe Frenzel (bas en zang)
- Miss Jane Comerford (zang en ukulele)

## Eerste optreden
Het eerste optreden van formaat was op 23 december 2000 in de music club "Knust" in Hamburg. Sindsdien zijn er echter wel wat wijzigingen in de popgroep zelf geweest.

## Eurovisiesongfestival 2006
Op 9 mei 2006 deed Texas Lightning mee met de Duitse nationale voorselectie voor het Eurovisiesongfestival en wist deze ook te winnen. Hierdoor mocht de groep Duitsland vertegenwoordigen op het Eurovisiesongfestival 2006, dat in de Griekse hoofdstad Athene werd gehouden. Vanwege het feit dat Duitsland een van de vier grote Eurovisielanden is, mocht Texas Lightning direct in de finale uitkomen. Dat deden ze met het nummer No no never. Het was de eerste keer dat de band zich presenteerde aan een groot internationaal publiek, maar een groot succes werd het niet: het nummer kreeg slechts 36 punten en eindigde als 15de. In Duitsland zelf werd No no never echter een nummer 1-hit.